# Setaria
Setaria é um género botânico pertencente à família Poaceae. Também chamada de grama-cerda.
Características Morfológicas: e uma cultivar perene e cespitosa, de crescimento e porte elevado, podendo atingir altura superior a 2 m no florescimento. Apresentam caule tipo colmo, ereto e com rizomas curtos. As folhas são geralmente largas, glabras, com bainha larga e quilhada. A inflorescência é do tipo panícula racemosa compacta ou pseudoespiga, cilíndrica, com ramificações secundárias muito curtas, e coloração marrom com tonalidades variáveis